# Aliona Martiniuc
Aliona Martiniuc est une joueuse moldave de volley-ball née le 22 juin 1991 à Rîbnița. Elle mesure 1,86 m et joue au poste de réceptionneuse-attaquante. Elle totalise 9 sélections en équipe de Moldavie.

## Clubs
| Club                     | De        | À         |
| ------------------------ | --------- | --------- |
| VC Unic Piatra Neamţ     |           | 2008-2009 |
| CSU Târgu Mureș          | 2009-2010 | 2009-2010 |
| CV 2004 Tomis Constanţa  | 2010-2011 | 2011-2012 |
| Çanakkale Belediyespor   | 2012-2013 | 2012-2013 |
| Seramiksan Spor Kulübü   | 2013-2014 | 2013-2014 |
| Bolu Belediyespor        | 2014-2015 | 2014-2015 |
| 19 Mayıs GSK Samsun      | 2015-2016 | 2015-2016 |
| Gümüşhane Gençlerbirliği | 2016-2017 | 2016-2017 |
| MKS Dąbrowa Górnicza     | 2017-2018 | 2017-2018 |
| GS Caltex Seoul          | 2018-2019 | 2018-2019 |
| VK Proton Saratov        | 2019-2020 | 2019-2020 |
| Victorina Himeji         | 2020-2021 | …         |

## Palmarès
- Championnat de Roumanie
  - Vainqueur : 2011, 2012.
- Coupe de Roumanie
  - Vainqueur : 2011.
  - Finaliste : 2012.
- Coupe de Corée du Sud
  - Finaliste : 2018.